# 日之御子神社
日之御子神社（ひのみこじんじゃ）は、長野県長野市鬼無里日影字田之頭8600にある神社。

## 概要
建長元年（1249年）4月に相模国鎌倉から三浦三郎泰久という人物が当地に移住し、守護として奉斎した。当社の伝承では三浦氏は先祖から伝来した巻物3巻を読み九尾の狐である玉藻前を討伐したといい、当地に移住した後に1巻を神社の宝物として奉納したとされる。正平年間には楠木氏の崇敬が厚く、足利氏との戦の際に鎧1具を奉納したという。
現在でも神社の周囲に城ヶ峯・舞台・酒盛りなどの地名があることから、古社であると考えられる。また田之頭集落の産土神とされ、1963年時点で氏子数は20戸612人であったという。